# Stanisław Skarżyński
Stanisław Jakub Skarżyński (ur. 1 maja 1899 w Warcie, zm. 26 czerwca 1942 na Morzu Północnym) – pułkownik pilot Wojska Polskiego, kawaler Orderu Virtuti Militari, pierwszy Polak, który przeleciał Atlantyk, ustanawiając przy tym światowy rekord odległości lotu.

## Życiorys

### Młodość i początek służby wojskowej
Był synem Władysława i Wacławy z Kozłowskich. Miał siostrę Zofię. W latach 1908–1914 uczęszczał do Kaliskiej Szkoły Handlowej; po zburzeniu Kalisza (1914) na krótko powrócił do rodzinnej Warty, by następnie udać się do Włocławka, gdzie w latach 1915–1918 uczył się we Włocławskiej Szkole Handlowej (w 1916 przekształconej w gimnazjum realne), w której złożył egzamin dojrzałości. Interesował się lotnictwem i modelarstwem lotniczym oraz działał w szkolnych organizacjach niepodległościowych. W latach 1916–1917 był członkiem Polskiej Organizacji Wojskowej (wstąpił do POW 7.4.1916 r.). 26 sierpnia 1918 r. rozpoczął studia na Wydziale Chemii Politechniki Warszawskiej. W listopadzie 1918 wstąpił ochotniczo do Wojska Polskiego, dowodził akcją rozbrajania żołnierzy niemieckich i przejmowania od Niemców władzy w Warcie.
Walczył następnie w wojnie polsko-bolszewickiej w 29 pułku Strzelców Kaniowskich, uzyskując w 1919 stopień podporucznika. Został postrzelony, lecz po wyleczeniu powrócił na front. 16 sierpnia 1920 został poważnie ranny w nogę w bitwie pod Radzyminem. Za udział w niej otrzymał Krzyż Srebrny Orderu Virtuti Militari. Zakażona rana wymagała długiej i uciążliwej rekonwalescencji. Choć Skarżyńskiemu udało się uniknąć trwałego inwalidztwa, to od tej pory utykał na nogę. Lotnicza kariera Skarżyńskiego zaczęła się w efekcie zbiegu okoliczności, gdyż na skutek niezdolności do dalszej służby w piechocie, jedyną szansę na pozostanie w wojsku znalazł w lotnictwie, chociaż i tam początkowo lekarze wojskowi stawiali mu przeszkody. Po usilnych zabiegach z jego strony, udało mu się jednak uzyskać zgodę na przeniesienie do lotnictwa. 3 maja 1922 został zweryfikowany w stopniu porucznika ze starszeństwem z 1 czerwca 1919 i 2772. lokatą w korpusie oficerów piechoty.

### Początek kariery lotniczej
Pierwsze kroki pilotażowe stawiał w Szkole Pilotów w Bydgoszczy. Podczas pierwszego lotu jego samolot zapalił się, udało mu się jednak wylądować. Szkołę lotniczą ukończył w 1925, po czym uzyskał przydział do 1 pułku lotniczego w Warszawie. 12 kwietnia 1927 został mianowany kapitanem ze starszeństwem z 1 stycznia 1927 i 15. lokatą w korpusie oficerów lotnictwa. Od czerwca 1928 do stycznia 1930 dowodził 12 eskadrą liniową. W tym czasie odbył również staż w lotnictwie rumuńskim. Jego ideą stały się wkrótce dalekie przeloty sportowe.
Między 1 lutego a 5 maja 1931 wraz z por. Andrzejem Markiewiczem wykonał na polskim samolocie PZL Ł.2 (SP-AFA) rajd dookoła Afryki, pokonując dystans 25 770 km i stając się lotnikiem znanym w Polsce, a także na świecie. Trasa przelotu obejmowała m.in. Warszawę, Belgrad, Ateny, Kair, Chartum, Kisumu, Abercon, Elisabethville, Luebo, Léopoldville, Lagos, Abidżan, Bamako, Dakar, Port Etienne, Agadir, Villa Cisneros, Casablancę, Alicante i Paryż. Lot obfitował w wiele problemów z silnikiem, który dwa razy był demontowany z płatowca. W pobliżu miejscowości Ribérac we Francji, doszło np. do urwania tłoka w cylindrze i Skarżyński dokonał trudnego lądowania awaryjnego na zboczu polanki wśród zadrzewionych pagórków. Nie zdecydował się jednak na wymianę poważnie uszkodzonego silnika, chciał wrócić na tym samym, naprawionym.

### Lot przez Atlantyk

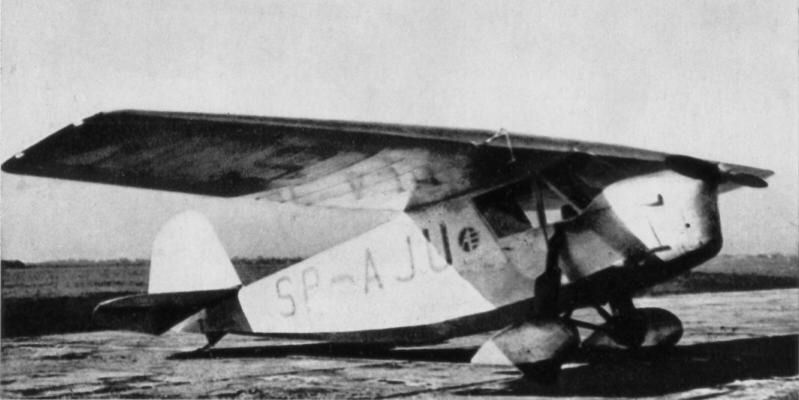
RWD-5bis Stanisława Skarżyńskiego

8 maja 1933 na jednomiejscowym samolocie polskiej konstrukcji, RWD-5bis (znaki SP-AJU), adaptowanym do dalekiego lotu, jako pierwszy Polak przeleciał nad południową częścią Oceanu Atlantyckiego z zachodniego wybrzeża Afryki (Saint Louis w Senegalu) do Maceió w Brazylii. Wystartował do lotu 7 maja o godz. 23:00. Przelot trwał 20 godz. 30 min., z czego 17 godz. 15 min. nad oceanem. W ten sposób – wynikiem 3582 km – ustanowił międzynarodowy rekord odległości w klasie C kategorii II samolotów turystycznych, o masie własnej do 450 kg. Do legendy przeszedł m.in. fakt, iż Skarżyński odbył lot w garniturze, a nie kombinezonie pilota.
Za swój wyczyn otrzymał w 1936 od Międzynarodowej Federacji Lotniczej (FAI) Medal Louisa Blériota za rekord odległości w pierwszej edycji, przyznawany za rekordy (prędkości, pułapu, odległości lotu) w lotnictwie lekkim.
Przelot nad południowym Atlantykiem był etapem na trasie Warszawa–Rio de Janeiro, pokonanej między 27 kwietnia a 24 czerwca 1933. Jej długość wynosiła 17 885 km. W Brazylii odwiedził też inne miasta, entuzjastycznie witany przez mieszkańców, zwłaszcza skupiska Polonii. Następnie poleciał do rodaków w Buenos Aires. Do Europy powrócił statkiem wraz ze swoim „rekordowym” samolotem i nim – z francuskiego Boulogne – odleciał do Warszawy (z międzylądowaniem na podłódzkim lotnisku „Lublinek”, gdzie powitała go m.in. żona), kończąc 2 sierpnia 1933 rajd o łącznej długości 18 305 km.

### Dalsza służba wojskowa i II wojna światowa

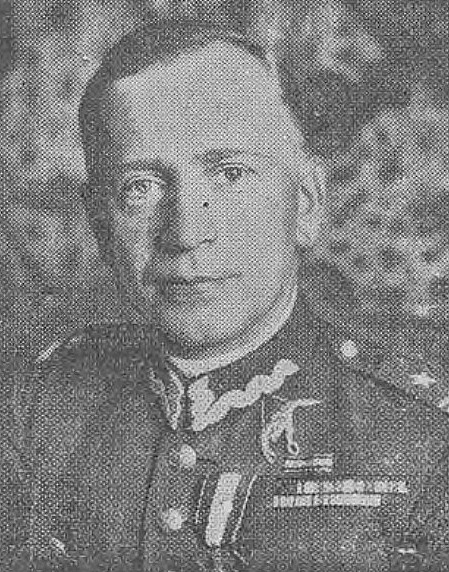
Mjr Stanisław Skarżyński (ok. 1937)

5 marca 1934 został awansowany na stopień majora ze starszeństwem z 1 stycznia 1934 i 9. lokatą w korpusie oficerów aeronautyki. Ukończył następnie Wyższą Szkołę Lotniczą w Warszawie i dowodził dywizjonem liniowym. W 1938 został zastępcą dowódcy 4 pułku lotniczego w Toruniu. Zajmował się także organizacją lotnictwa sportowego. Na stopień podpułkownika został mianowany ze starszeństwem z 19 marca 1939 i 10. lokatą w korpusie oficerów lotnictwa, grupa liniowa. W tym samym miesiącu został przydzielony do Inspektoratu Armii w Toruniu, w charakterze oficera odcinkowego z zadaniem opracowania planu użycia lotnictwa i obrony przeciwlotniczej Armii „Pomorze”. 26 kwietnia 1939 został prezesem Aeroklubu Rzeczypospolitej Polskiej. W sierpniu 1939, w czasie mobilizacji alarmowej objął stanowisko szefa sztabu w Dowództwie Lotnictwa i OPL Armii „Pomorze” i pełnił je w czasie kampanii wrześniowej.
W sierpniu 1939 został skierowany do Rumunii jako zastępca attaché lotniczego, gdzie organizował przerzuty polskich lotników do Francji. Następnie w 1940 sam się tam przedostał i brał udział w organizacji lotnictwa polskiego. Po upadku Francji kierował ewakuacją polskich pilotów z Saint-Jean-de-Luz do Wielkiej Brytanii, gdzie został mianowany komendantem Polskich Szkół Pilotów w Hucknall i następnie w Newton. Otrzymał numer służbowy RAF P-1252. Z uwagi na zaawansowany wiek jak na pilota (ponad 40 lat), zmniejszoną sprawność nogi i wysoki stopień wojskowy, został skierowany na stanowisko naziemne, zamiast do latania. Na prośbę Skarzyńskiego, polskie dowództwo skierowało go jednak do odbycia tury 30 lotów bojowych jako pilota w polskim 305 Dywizjonie Bombowym i w grudniu 1941 roku rozpoczął on szkolenie w jednostce treningu operacyjnego 18 OTU w Bramcote. Po ukończeniu szkolenia, w kwietniu 1942 roku został komendantem polskiego personelu bazy lotniczej RAF Lindholme. Równocześnie, od maja do czerwca odbył pięć nocnych lotów bojowych jako drugi pilot, na bombardowanie Nantes, Hamburga, Kolonii, Essen i zrzutu ulotek nad Paryżem. W tym, trzy loty odbył z tą samą załogą sierż. pil. Alojzego Gusowskiego, lecz została ona zestrzelona 19/20 czerwca, w locie, w którym Skarżyński nie brał udziału.
Zginął po północy 26 czerwca 1942 roku w kolejnym locie bojowym – wielkim nalocie 1000 samolotów na Bremę, lecąc jako pierwszy pilot (inne źródło podaje że leciał jako drugi pilot, a pierwszym był podporucznik Józef Szybka) w składzie załogi bombowca Vickers Wellington Mk II o znakach SM-R. Załoga ta była skompletowana ad hoc do tego lotu i nie była zgrana. Wbrew informacjom spotykanym w literaturze, z dokumentów wynika, że samolot nie doleciał do celu i nie został trafiony, lecz nad wybrzeżem Holandii doznał awarii silnika i musiał zawrócić. Mimo to, na skutek awarii przeciążonego drugiego silnika, samolot przymusowo wodował po godz. 2 na Morzu Północnym, ok. 65 km od wybrzeży Anglii. Podczas ewakuacji załogi do tratwy ratunkowej dinghy za prawym skrzydłem, Skarżyński jako pilot opuszczał samolot innym lukiem w dachu kabiny, niż pozostali członkowie załogi. Prawdopodobnie został zmyty przez falę z kadłuba lub zszedł na lewe skrzydło i nie został odnaleziony, po czym utonął jako jedyny członek załogi (pozostali się uratowali). Ciało Skarżyńskiego zostało wyrzucone na brzeg holenderski, po czym został pochowany z honorami na cmentarzu żołnierzy alianckich w miejscowości West-Terschelling na wyspie Terschelling w Holandii (Wyspy Fryzyjskie). Informacja o tym dotarła do dywizjonu 19 września.
Naczelny Wódz mianował go pośmiertnie (1 września 1942) pułkownikiem, a Prezydent RP odznaczył go Krzyżem Komandorskim z Gwiazdą Orderu Odrodzenia Polski.
Jego żoną została Julia.

## Ordery i odznaczenia

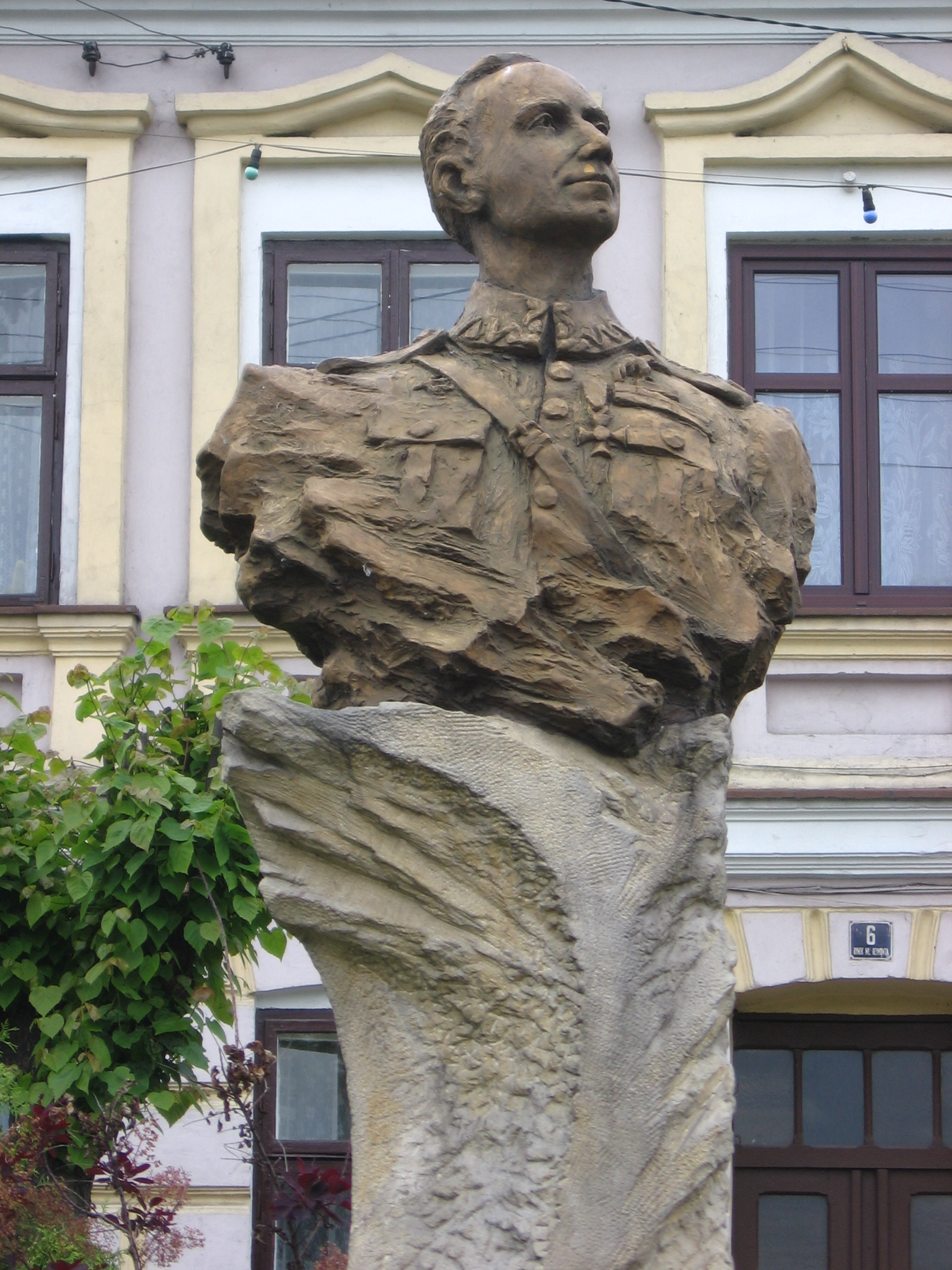
Pomnik Stanisława Skarżyńskiego w Warcie, jego mieście rodzinnym

- Krzyż Srebrny Orderu Wojskowego Virtuti Militari nr 5198 (28 lutego 1922)[21][22]
- Krzyż Komandorski z Gwiazdą Orderu Odrodzenia Polski (pośmiertnie, 19 września 1997)[23]
- Krzyż Niepodległości (9 listopada 1933)[24]
- Krzyż Oficerski Orderu Odrodzenia Polski (2 czerwca 1933)[25]
- Krzyż Walecznych (trzykrotnie[21][26], po raz pierwszy w 1921[27])
- Złoty Krzyż Zasługi (19 maja 1931)[28]
- Srebrny Krzyż Zasługi (25 maja 1929)[29]
- Medal Pamiątkowy za Wojnę 1918–1921
- Medal Dziesięciolecia Odzyskanej Niepodległości
- Złota Odznaka Honorowa Ligi Obrony Powietrznej i Przeciwgazowej I stopnia (1934)[30][31]
- Odznaka za Rany i Kontuzje
- Polowa Odznaka Pilota
- Medal Ligi Obrony Powietrznej i Przeciwgazowej dla uczczenia przelotu przez Atlantyk (1934)[30][32]
- Odznaka Pamiątkowa 1 Pułku Lotniczego
- Komandor Orderu Zasługi (Węgry, przed 1935)[21]
- Oficer Orderu Korony Rumunii (Rumunia)[21]
- Oficer Orderu Krzyża Południa (Brazylia)[21]
- Kawaler Orderu Legii Honorowej (Francja)
- Medal Louisa Blériota (1936)
- Odznaka Pilota RAF (1939)
- francuska Odznaka Pilota
- rumuńska Odznaka Pilota (1929)[33]

## Książki
- Stanisław Skarżyński opisał swój afrykański rajd lotniczy w książce pt. 25.770 kilometrów ponad Afryką, opublikowanej w 1931. Książka miała kilka wznowień, m.in. została wydana w 2001 przez Aeroklub Polski (ISBN 978-83-88484-47-6).
- Natomiast swój lot transatlantycki opisał w tomie Na RWD-5 przez Atlantyk, opublikowanym w 1934 przez Aeroklub RP. Książka została ponownie wydana w 2008 przez łódzką oficynę ASTRA, która w 2010 opublikowała także jej wersję angielską – Transatlantic Flight on RWD-5bis – w tłumaczeniu Macieja Skarżyńskiego.

## Upamiętnienie
- Od 19 września 2009 „dla zachowania i kultywowania tradycji oręża polskiego oraz dla upamiętnienia zasług w służbie dla Ojczyzny płk pil. Stanisława Jakuba Skarżyńskiego” 8 Baza Lotnicza w Krakowie-Balicach przyjęła imię patrona – płk pil. Stanisława Jakuba Skarżyńskiego[34]. 18 września 2009 odsłonięto pomnik z popiersiem płk. Skarżyńskiego, dłuta prof. Czesława Dźwigaja[35].
- W rodzinnym mieście pułkownika – Warcie k. Sieradza – wzniesiono jego pomnik z popiersiem, zaś w tamtejszym muzeum znajduje się duża, stała ekspozycja poświęcona jego pamięci.
- Imię płk. pil. Stanisława Skarżyńskiego nosi 88 Warszawska drużyna harcerzy „ATER” działająca w szkole podstawowej nr. 12 przy ulicy Górnośląskiej w Warszawie.
- Imię płk. pil. Stanisława Skarżyńskiego nosi XXIII LO[36] i Gimnazjum z Oddziałami Integracyjnymi nr 11[37] w Krakowie, tworzące Zespół Szkół Ogólnokształcących nr 9, leżące przy historycznym lotnisku Kraków-Rakowice-Czyżyny (Od roku 1970 w budynku ZSO nr 9 mieściła się Szkoła Podstawowa nr 128, która od 1973 miała tego samego patrona. W 1999 przekształcona w Gimnazjum nr 11, przekształcone w 2017 z powrotem w Szkołę Podstawową nr 128[38]).
- Imię płk. pil. Stanisława Skarżyńskiego nosi Szkoła Podstawowa w Warcie[39]
- Imię jego noszą szkoły w Olkuszu i w Skarżynie
- Imię Stanisława Skarżyńskiego nosi Aeroklub Włocławski w Kruszynie
- Jego imię nosi również, mający lotnicze tradycje, krakowski szczep Kolorowy, powstały w 1964
- Jest patronem ulic w wielu miastach m.in. w Warcie, Świdniku, Krakowie, Wrocławiu (ulica), Gdańsku, Gorzowie Wielkopolskim, Poznaniu, Radomiu, Sokółce, Wałbrzychu (plac), Bydgoszczy, Lęborku, Łodzi, Grudziądzu, Włocławku, Białymstoku, Jeleniej Górze, Starogardzie Gdańskim, Stargardzie, Mielcu, Bielsku-Białej i na warszawskiej Ochocie.
- Od 2008 Sieradzkie Bractwo Kurkowe organizuje coroczne zawody strzeleckie dla uczczenia zasług w służbie dla ojczyzny płk. Skarzyńskiego. W tym też roku odsłonięto tablicę pamiątkową (kościół garnizonowy w Sieradzu, ul. Kościuszki 19) w 75-tą rocznicę przelotu przez Atlantyk na RWD-5
- W 2012 w 70. rocznicę śmierci płk. pil. Stanisława Skarżyńskiego odsłonięto w katedrze polowej Wojska Polskiego w Warszawie tablicę upamiętniającą jego postać.
- W lipcu 2023 na ścianie bloku przy ulicy Dywizjonu 303 na gdańskiej Zaspie odsłonięto mural autorstwa Piotra Szwabe upamiętniający płk. Stanisława Skarżyńskiego.